# Arch Hurd
Arch Hurd è un sistema operativo basato su Arch Linux ma utilizzante GNU Hurd al posto del kernel Linux.

## Storia
Il progetto Arch Hurd venne fondato da una discussione su un forum di Arch Linux nel gennaio 2010 e, dopo alcune settimane, divenne funzionante in una macchina virtuale.

## Caratteristiche
Lo scopo era fornire al kernel GNU Hurd (già sufficientemente stabile) un'interfaccia utente simile a quella di Arch Linux, utilizzando i pacchetti ottimizzati per l'architettura i686, il sistema di gestione dei pacchetti pacman, rilasci rolling release, e principi KISS.
La distribuzione è sufficientemente stabile per effettuare il boot su computer non virtuali, permettendo ad esempio di installare un server web attraverso il normale gestore di pacchetti.
È stato rilasciato un live CD per un'installazione grafica.
Nel giugno 2011 Arch Hurd ha integrato il supporto al Device Driver Environment (DDE), il framework per driver utilizzato dal kernel Linux, migliorando il supporto hardware alle schede di rete.